# Отто I (герцог Брауншвейгу)
Отто I або Отто Дитина (нім. Otto das Kind; 1204 — 9 червня 1252) — перший князь об'єднаного Брауншвейг-Люнебурзького герцогства з 1235 року. Отто І став єдиним спадкоємцем усіх володінь династії Вельфів та імператора Священної Римської імперії Оттона IV. Родоначальник нової гілки династії Брауншвейзького дому.

## Біографія
Був єдиною дитиною герцога Люнебургу Вільгельма та його дружини Гелени, доньки короля Данії Вальдемара I Великого (онука великого князя Київського Мстислава І) і принцеси Софії (правнучки князя Ярополка Ізяславича).
У момент смерті батька йому було всього 9 років. Правителем успадкованих Отто І володінь від його імені став дядько — імператор Священної Римської імперії Оттон IV Брауншвейзький. Через це малолітній правитель Отто І отримав прізвисько «Дитина».
У 1214 році помер пфальцграф Рейнський Генріх Молодший, єдиний син Генріха Старшого, дядька Отто І.
Імператор Оттон IV помер в 1218 році, також не залишивши спадкоємців.
Отто І виявився єдиним представником династії Вельфів, тому від юридично мав право на володіння цієї династії в Саксонії, які були розділені 1202 року між синами Генріха Лева по Падеборнському договору.
Генріх Старший, у якого залишилися тільки доньки, 1223 року призначив своїм спадкоємцем Отто І. Після смерті Генріха Старшого 1227 року Отто вдалося зберегти контроль над цими землями, незважаючи на спроби імператора Фрідріха II захопити Брауншвейг.
Для того, щоб мати захист від зазіхань нового імператора, Отто І вступив в союз зі своїми дядьком по матері, королем Данії Вальдемаром II. Від нього Отто отримав титули графа Гардінга і Тетесбюля.
1228 року в Люнебурзі Отто І одружився з Матильдою, донькою маркграфа Бранденбурга Альбрехта II. Цей шлюб значно посилив вплив Отто.
21 серпня 1235 року Отто І примирився з імператором Фрідріхом II, який визнав за ним титул герцога Брауншвейг-Люнебургу, та надав йому титул князя Священної Римської імперії, втрачений його дідом, Генріхом Левом.
Пізніше Отто І зміг значно збільшити свої володіння. Так в 1241 році він отримав від графів Лауенроде місто Ганновер.
Після смерті Фрідріха II Отто І підтримував короля Генріха Распе, а після його смерті — Вільгельма II Голландського, за якого він видав заміж одну зі своїх доньок. Це дозволило йому ще більше збільшити володіння. До кінця свого життя він зміг об'єднати досить розрізнені володіння в своє князівство.
Отто І помер 9 червня 1252 року.

## Родина
Дружина — Матильда Бранденбурзька (бл. 1206/1215—1261), донька маркграфа Бранденбурзького Альбрехта II
Діти:
- Матильда (пом. бл. 1295) — княгиня-регент Ангальта 1266—1270, ігуменя Гернроде 1275—1295; чоловік: Генріх II, князь Ангальта 1252—1253, князь Ангальт-Ашерслебен з 1253.
- Олена (1223 —1273) — 1-й чоловік: 9 жовтня 1239 Герман II (пом. 3 січня 1241), ландграф Тюрингії; 2-й чоловік: з бл. 1247/1248 Альбрехт I (пом. 1260), герцог Саксонії.
- Єлизавета (пом. 1266) — чоловік: з 25 січня 1252 Вільгельм II, князь Голландії і Зеландії з 1235, король Німеччини з 3 жовтня 1247.
- Отто (пом. 1247)
- Альбрехт I Великий (1236 —1279) — князь Брауншвейг-Люнебургу.
- Отто (пом. 1279), князь-єпископ Гільдесгайму.
- Йоган I (бл.1242 —1277) — князь Брауншвейг-Люнебургу.
- Конрад (пом. 1299) — князь-єпископ Вердена з 1269.
- Аделаїда (пом. 1274) — чоловік: 26 березня 1262 Генріх I Дитя, ландграф Гессена з 1264.
- Агнес (пом. 1327) — канонеса в Кведлінбурзі в 1263; чоловік: з бл. 1263/1265 Віслав II князь Рюгену.

## Генеалогія
Отто I Брауншвейг-Люнебурзький веде свій родовід, в тому числі, й від Великих князів Київських та Королів Русі.